# Imogen Walsh
Imogen Walsh (Glasgow, 17 de enero de 1984) es una deportista británica que compitió en remo.
Ganó tres medallas en el Campeonato Mundial de Remo entre los años 2011 y 2016, y tres medallas en el Campeonato Europeo de Remo entre los años 2012 y 2016.

## Palmarés internacional
| Campeonato Mundial | Campeonato Mundial      | Campeonato Mundial | Campeonato Mundial      |
| Año                | Lugar                   | Medalla            | Prueba                  |
| ------------------ | ----------------------- | ------------------ | ----------------------- |
| 2011               | Bled (Eslovenia)        | Medalla de oro     | Cuatro scull ligero     |
| 2015               | Aiguebelette (Francia)  | Medalla de plata   | Scull individual ligero |
| 2016               | Róterdam (Países Bajos) | Medalla de oro     | Cuatro scull ligero     |
| Campeonato Europeo |                         |                    |                         |
| Año                | Lugar                   | Medalla            | Prueba                  |
| 2012               | Varese (Italia)         | Medalla de bronce  | Doble scull ligero      |
| 2014               | Belgrado (Serbia)       | Medalla de bronce  | Doble scull ligero      |
| 2015               | Poznań (Polonia)        | Medalla de oro     | Scull individual ligero |